# Adriana Accorsi
Adriana Sauthier Accorsi, (Itapuranga, 17 de março de 1973) também conhecida como Delegada Adriana Accorsi, é uma jurista, advogada, delegada de polícia, sindicalista, política brasileira filiada ao Partido dos Trabalhadores (PT) e ativista pelos direitos das mulheres, crianças e adolescentes. Foi a primeira mulher a chegar ao posto máximo de sua profissão no Estado de Goiás, Delegada-Geral da Polícia Civil. Atualmente é deputada federal por Goiás, integrando comissões importantes como a de Segurança Pública e Combate ao Crime Organizado da Câmara dos Deputados. 

## Biografia

### Formação e primeiros anos
Filha de gaúchos, o professor e ex-prefeito de Goiânia, Darci Accorsi e Lucide Verônica Sauthier Accorsi, nasceu no município de Itapuranga, interior de Goiás, em 17 de março de 1973. Conviveu com a militância político-partidária desde a infância. Na década de 1990, atuou ativamente na juventude do Partido dos Trabalhadores, chegando a ser presidente da juventude do PT.
Formou-se no curso de Direito da Universidade Federal de Goiás (UFG) e especializou-se em Ciências Criminais e em Gestão de Segurança Pública.
Exerceu a advocacia, afastando-se somente em 1999, quando foi aprovada no concurso para delegada de polícia do Estado de Goiás, com excelente classificação, em 9° lugar.  Trabalhou em delegacias das cidades de Bela Vista, Cristianópolis, Nazário e Turvânia, dentre outras.
É mãe da Verônica e da Helena e é casada com o filósofo Fábio Fazzion.

### Carreira Profissional
Em 2003, foi promovida a delegada titular da Delegacia de Proteção à Criança e ao Adolescente (DPCA), onde permaneceu por oito anos, investigando e solucionando crimes, muitos deles hediondos e que ganharam repercussão em todo o território nacional.
Em 2011, Adriana ocupou o cargo de Superintendente de Direitos Humanos da Secretaria da Segurança Pública de Goiás (SSP-GO), e teve como primeira missão acompanhar as investigações referentes a grupos de extermínio suspeitos de serem responsáveis por centenas de assassinatos e dezenas de desaparecimentos. Em novembro do mesmo ano, foi convidada a ocupar o cargo máximo da Polícia Civil do Estado, Delegada-Geral, sendo a primeira mulher a assumir o posto. 
Em 29 de novembro de 2011 foi empossada como Delegada-Geral da Polícia Civil do Estado de Goiás. Durante a cerimônia de posse, estavam presentes também o recém-empossado Comandante Geral da Polícia Militar, Coronel Edson Costa, o Promotor de Justiça Tito Amaral, entre outras diversas autoridades policiais e do poder Judiciário, membros do Legislativo, órgãos da imprensa e segmentos da sociedade civil. Ao término da cerimônia, a Delegada foi homenageada pela corporação com o lançamento de pétalas de rosas pelo helicóptero da Polícia Civil. 
No ano seguinte, assumiu a Secretaria Municipal de Defesa Social, onde também chefiou a Guarda Civil Metropolitana, atuando para que esta tivesse o direito ao armamento para a proteção de bens, serviços e instalações municipais, consoante ao que prevê a Constituição Federal. 
É Delegada de Polícia da Classe Especial da Polícia Civil do Estado de Goiás.

## Política
Delegada Adriana Accorsi cresceu convivendo com a militância política de seus pais. Participou ativamente das campanhas de seu pai, o ex-prefeito de Goiânia, Darci Accorsi, como líder da juventude petista.
Em janeiro de 2013, foi convidada pelo prefeito Paulo Garcia (PT) para dirigir a Secretaria Municipal de Defesa Social.
Em 2014, Accorsi candidatou-se ao cargo de deputada estadual pelo PT, tendo sido a primeira petista a ser eleita para o cargo no estado, com quase 44 mil votos. Em 2016, a petista foi candidata à prefeitura de Goiânia, ficando em quinto lugar, com 46.103 votos. Na Assembleia Legislativa de Goiás (ALEGO), esteve presente nas comissões de segurança pública, criança e adolescente e educação, cultura e esporte. 
Em 2018, foi reeleita para o cargo de deputada estadual sendo a quinta mais votada do estado, com quase 40 mil votos. Em 2020, foi candidata novamente à prefeitura de Goiânia, ficando em terceiro lugar, com 80.715 votos.
Em 2022, a Delegada Adriana Accorsi foi uma das 10 parlamentares mais votadas para o cargo de deputado federal, em sua primeira eleição concorrendo a este cargo pelo estado de Goiás. Ela obteve 96.714 votos, sendo a sexta mais votada no Estado.  
Em 2024, foi candidata a prefeita de Goiânia nas eleições municipais de 2024, obtendo 168.145 votos.  
Seu mandato é pautado na segurança pública e na defesa de minorias.

## Desempenho em eleições
| Ano  | Eleição              | Partido | Coligação                                             | Cargo             | Vice                     | Votos            | Resultado           |
| ---- | -------------------- | ------- | ----------------------------------------------------- | ----------------- | ------------------------ | ---------------- | ------------------- |
| 2014 | Estaduais em Goiás   | PT      | Sem coligação                                         | Deputada Estadual | —                        | 43.424 (1,51%)   | Eleita              |
| 2016 | Municipal de Goiânia | PT      | Goiânia Vida e Paz (PT/PCdoB/PEN/PPL/PROS/PTdoB)      | Prefeita          | Deivison Costa (PTdoB)   | 46.103 (6,73%)   | Não eleita 5º Lugar |
| 2018 | Estaduais em Goiás   | PT      | Mudança de Verdade (PT/PCdoB)                         | Deputada Estadual | —                        | 39.283 (1,41%)   | Eleita              |
| 2020 | Municipal de Goiânia | PT      | Sem coligação                                         | Prefeita          | Pedro Wilson (PT)        | 80.715 (13,81%)  | Não eleita 3º Lugar |
| 2022 | Estaduais em Goiás   | PT      | FE Brasil (PT/ PCdoB/ PV)                             | Deputada Federal  | —                        | 96.714 (2,81%)   | Eleita              |
| 2024 | Municipal de Goiânia | PT      | Pra Cuidar de Goiânia (PT/PCdoB/PV/PSOL/REDE/PSB/PMB) | Prefeita          | Professor Jerônimo (PSB) | 168.145 (24,44%) | Não eleita 3º Lugar |